# Dellikrivier
Dellikrivier, Zweeds: Dellikälven; Samisch: Dellikjokk, is een rivier in Zweden, die door de gemeente Arjeplog stroomt. De rivier krijgt haar definitieve vorm als afwateringrivier van het Stigojaure. Daarvoor heeft het Kungsleden de bovenloop van de Dellikrivier gekruist. De rivier stroomt zoals alle rivieren in Norrbottens län naar het zuidoosten en ligt iets ten noorden van de grens met Västerbottens län. De Dellikrivier is vanaf het Stigojaure 70 kilometer lang, in het totaal 90 km, en mondt in het bos in de Laisälven uit. Er ligt op dat punt de oude 19e-eeuwse nederzetting Delliknäs.
Dellikrivier → Laisälven → Vindelrivier → Ume älv → Botnische Golf